# مارلون ويانز
مارلون وينز (بالإنجليزية: Marlon Wayans)‏ مواليد 23 يوليو 1972 في نيويورك، هو ممثل ومنتج وكوميدي ومخرج وكاتب سيناريو أمريكي بدأ مسيرته الفنية عام 1988.

## الأعمال
- 2000: صلاة لراحة حلم
- 2000: سكيري موفي
- 2006: ليتل مان
- 2007: نوربت
- 2009: جي. آي. جو: ظهور الكوبرا
- 2010: مرمادوك
- 2013: منزل مسكون
- 2013: الحرارة
- 2016: خمسون ظل لبلاك
- 2017: عاري

## وصلات خارجية
- مارلون ويانز على موقع IMDb (الإنجليزية)
- مارلون ويانز على موقع ميتاكريتيك (الإنجليزية)
- مارلون ويانز على موقع روتن توميتوز (الإنجليزية)
- مارلون ويانز على موقع قاعدة بيانات الأفلام العربية
- مارلون ويانز على موقع ألو سيني (الفرنسية)
- مارلون ويانز على موقع ميوزك برينز (الإنجليزية)
- مارلون ويانز على موقع تيرنر كلاسيك موفيز (الإنجليزية)
- مارلون ويانز على موقع أول موفي (الإنجليزية)
- مارلون ويانز على موقع بوكس أوفيس موجو (الإنجليزية)
- مارلون ويانز على موقع قاعدة بيانات الأفلام السويدية (السويدية)